# یورت زینل
یورت زینل، روستایی است از توابع بخش گالیکش شهرستان گالیکش در استان گلستان ایران.

## جمعیت
این روستا در دهستان نیلکوه قرار داشته و بر اساس سرشماری سال ۱۳۸۵ جمعیت آن ۲۱۷ نفر (۵۴ خانوار)
بوده است.